# Sense and Sensibility
Sense and Sensibility, título original en inglés, conocida en español como Sensatez y sentimientos, Juicio y sentimiento, Juicio y sensibilidad o Sentido y sensibilidad, es una novela de la escritora británica Jane Austen publicada en 1811. Fue la primera de las novelas de Jane en ser publicadas, bajo el seudónimo de "A Lady" (una dama). Ha sido adaptada para el cine y la televisión numerosas veces.

## Sinopsis

### Introducción
Las protagonistas son las hermanas Dashwood: Elinor, Marianne y la pequeña Margaret. Viven con su madre, la señora Dashwood. Después de la muerte de su padre el patrimonio familiar pasa a su medio hermano, John Dashwood, único descendiente masculino e hijo de un primer matrimonio; la familia queda con casi nada y se muda a una casita en el campo que les ofrece un pariente. La novela sigue a las hermanas Dashwood a su nuevo hogar, donde experimentan tanto el romance como una desilusión amorosa.  Allí conocen a tres hombres: Edward Ferrars, Willoughby y al Coronel Brandon.

### Resumen de la trama
La señora Dashwood y sus hijas Elinor, Marianne, y Margaret, quedan empobrecidas después de la muerte de su marido. Su finca, Norland en Sussex, debe pasar a John Dashwood, hijo de su primer matrimonio. Aunque John prometió a su padre cuidar de su madrastra y hermanas, su egoísta esposa, Fanny, fácilmente le disuade de darles parte de su herencia.  Las Dashwood son tratadas como huéspedes no deseados en su propio hogar, y pronto empiezan a buscar otro lugar en el que vivir.
Mientras tanto, Elinor se siente atraída por el hermano de Fanny, Edward Ferrars, que está de visita. Edward es un joven callado, sin pretensiones, con un agradable carácter.  No siente ninguna necesidad  de cumplir los deseos de su madre y hermana que quieren verlo como un famoso político o una "figura elegante en el mundo".  Aunque no es guapo ni encantador, Elinor pronto admira la inteligencia de Edward y su buen sentido.  Sin embargo, la fortuna de Edward depende del deseo de su madre.  Elinor sabe que la señora Ferrars quiere que su hijo se case con una dama de alto rango, y no se permite a sí misma concebir esperanzas de matrimonio.
La señora Dashwood y sus hijas pronto marchan de Norland a Barton Cottage, en Devonshire.  Su casero es Sir John Middleton, un primo lejano que generosamente les ofrece una renta baja.  Vive en Barton Park con su mujer, fría y elegante, y sus hijos.  También se quedan en Barton Park la madre de Lady Middleton, la señora Jennings, y el Coronel Brandon, un viejo amigo de Sir John. La señora Jennings, una jovial mujer mayor a la que le encanta bromear y chismorrear, decide pronto que el Coronel Brandon debe enamorarse de Marianne.  Ella bromea con ambos sobre el tema, para confusión de Marianne, quien considera que el Coronel Brandon, de 38 años, es un hombre mayor y solterón enfermizo, incapaz de enamorarse o inspirar amor a nadie.

Una ilustración del con Willoughby cortando un rizo de Marianne

Un día, Marianne y Margaret pasean por la campiña cercana a Barton Cottage y se ven sorprendidas por la lluvia. En su desesperado intento por llegar a casa, Marianne resbala en la hierba húmeda y se tuerce un tobillo. Margaret no puede detener su vertiginoso descenso y bajo la intensa lluvia, llega primera al hogar.  El señor Willoughby, joven gallardo y guapo, pasa por allí.  Rescata a Marianne, y se gana su admiración y la de la familia al llevarla de vuelta a casa.  Después de este incidente, Willoughby comienza a visitar a Marianne cada día.
Los dos se hacen íntimos, y Elinor y la señora Dashwood comienzan a sospechar que la pareja se ha prometido en secreto.  Sin embargo, la naturaleza sentimental de la señora Dashwood le impide seguir el consejo de Elinor y preguntarle simplemente a Marianne sobre su relación con Willoughby.  Marianne queda desolada cuando Willoughby inesperadamente anuncia que debe marcharse a Londres por asuntos de negocios, para no regresar al menos por un año.
Edward Ferrars viene a visitar a las Dashwood a Barton Cottage, pero parece infeliz y se mantiene distante respecto a Elinor. Ésta teme que él ya no tenga sentimientos hacia ella. Sin embargo, a diferencia de Marianne, ella no se permite regodearse en su tristeza.
Poco después, Anne y Lucy Steele, primas de Sir John Middleton, vienen a quedarse en Barton Park. Sir John le dice a Lucy que Elinor está unida a Edward, lo que impulsa a Lucy a informar a Elinor en una confidencia que ella (Lucy) está prometida a Edward en secreto desde hace cuatro años.  Aunque Elinor inicialmente culpa a Edward por comprometer sus afectos cuando él no era libre para hacerlo, pronto se da cuenta de que se prometió con Lucy cuando era joven e ingenuo.  Elinor comprende que Edward no ama ni admira a Lucy, pero que no la herirá ni deshonrará rompiendo su compromiso.  Elinor oculta su desilusión a su familia y amigos, y logra convencer a Lucy de que ella no siente nada por Edward.
Elinor y Marianne pasan el invierno en la casa de la señora Jennings en Londres. Marianne escribe a Willoughby, pero sus cartas quedan sin respuesta.  Encuentran a Willoughby en una reunión, y él las trata fríamente de una manera formal.  Más tarde envía a Marianne una carta informándola de que se ha comprometido con la señorita Grey, una mujer muy rica de clase inferior. Marianne reconoce ante Elinor que ella y Willoughby nunca se prometieron, pero que ella lo amaba y que él la hizo pensar que era verdaderamente correspondida.
El coronel Brandon revela a Elinor que Willoughby había seducido a la hija adoptiva del coronel, la señorita Eliza Williams, y la abandonó cuando quedó embarazada. El coronel estuvo en una ocasión enamorado de la madre de la señorita Williams, una mujer que se parecía a Marianne y cuya vida quedó destruida por un infeliz matrimonio arreglado con el hermano del coronel.
Más tarde, la señora Jennings cuenta a Elinor que la señora Ferrars había descubierto el compromiso entre Edward y Lucy.  Edward se niega a acabar con el compromiso y su madre lo deshereda.  Elinor y Marianne lo lamentan por Edward, y piensan que él es muy honrado al permanecer prometido a una mujer con la que probablemente no sea feliz. Anne Steele dice a Elinor que Lucy aún pretende casarse con Edward, quien pretende tomar las órdenes sagradas para poder mantenerse. El coronel Brandon, sabiendo que la vida puede quedar arruinada si se niega el verdadero amor, ofrece su parroquia de Delaford a Edward, aunque lo conoce muy poco. Elinor conoce al aburrido hermano de Edward, llamado Robert y queda sorprendida al descubrir que él no tiene reparos en obtener la herencia de su hermano.
Marianne enferma gravemente después de un paseo por la lluvia durante el cual ella se ve superada por el sufrimiento debido a Willoughby, y el coronel Brandon va a buscar a la señora Dashwood. Willoughby llega y le dice a Elinor que él tenía enormes deudas cuando su benefactora descubrió sus acciones hacia la señorita Williams y lo desheredó. Entonces decidió casarse con una mujer rica. Dice que aún ama a Marianne. Busca su perdón, pero sus egoístas acciones carecen de justificación. Mientras tanto, el coronel Brandon le revela a la señora Dashwood su amor por Marianne.
Marianne se recupera y las Dashwood regresan a Barton Cottage. Elinor le cuenta a Marianne la visita de Willoughby. Sin embargo, Marianne afirma que aunque ella lo amó, no podía haber sido feliz con el padre libertino de un niño ilegítimo, incluso si él hubiera permanecido a su lado. Marianne afirma también que se da cuenta de que su enfermedad sólo se debía a que se regodeaba en su dolor, por su excesiva sensibilidad, y que, de haber muerto, habría sido el equivalente moral de un suicidio. Refiriéndose en particular a la bravura y buen sentido de Elinor, decide reformarse.
La familia descubre que Lucy se ha casado con el señor Ferrars. Cuando la señora Dashwood se da cuenta de lo disgustada que está Elinor, finalmente comprende que los sentimientos de Elinor hacia Edward son fuertes, y lamenta no haber prestado más atención a su infelicidad.  Sin embargo, al día siguiente llega Edward y revela que Lucy no se ha casado con él sino con su hermano.  Dice que quedó atrapado en este compromiso con Lucy "una mujer a la que había dejado de amar hacía tiempo", pero que ella rompió el compromiso para casarse con el ahora rico Robert. Le pide a Elinor que se case con él y ella accede.  Edward se reconcilia con su madre, que le da 10 000 libras, suficiente para que ellos vivan confortablemente.  Se casan y se mudan a la parroquia de Delaford.  Sin embargo, la reconciliación de Edward con su madre es parcial e insuficiente.  Su madre le repudió por querer casarse con Lucy, pero cuando ésta se casó con su segundo hijo, la señora Ferrars se hizo amiga suya, y continúa favoreciéndolo, sin que Edward recupere plenamente su posición anterior.
La patrona del señor Willoughby al final le deja su dinero, afirmando que su matrimonio con una mujer de buen carácter lo redime.  Willoughby se da cuenta entonces de que casarse con Marianne hubiera producido el mismo resultado.  Debe vivir sabiendo que en caso de haberse comportado honorablemente, podría haber tenido tanto el amor como el dinero.
En los dos años siguientes, la señora Dashwood, Marianne y Margaret pasan la mayor parte de su tiempo en Delaford. Marianne madura y decide casarse con el coronel, aunque hacia él siente más respeto que pasión.  No obstante, después del matrimonio se da cuenta de que lo ama de verdad.  Ella y el coronel se establecen cerca de Elinor y Edward, de manera que las hermanas y sus maridos pueden visitarse a menudo.

## Personajes

### Dashwood
- Elinor
- Marianne
- Margaret

### Los Middleton
- Sir John Middleton — Un pariente lejano de la señora Dashwood quien, después de la muerte de Henry Dashwood, la invita a ella y a sus tres hijas, a vivir en una casita de su propiedad. Middleton, su esposa y sus hijos reciben la visita de su suegra, la señora Jennings. Él y la señora Jennings son una pareja vital y chismosa, que se interesan por los asuntos románticos de los jóvenes que los rodean, y se esfuerzan por animar enlaces apropiados.

- Lady Middleton — La refinada y frívola esposa de Sir John Middleton, preocupada principalmente por mimar a sus cuatro hijos malcriados.

- Charlotte Palmer — La hija de la señora Jennings y hermana menor de Lady Middleton, la señora Palmer es una cabeza hueca que se ríe de cosas inapropiadas, como la continua grosería de su esposo, hacia ella y los demás.

- El señor Palmer — El marido de Charlotte Palmer quien se presenta como candidato para un asiento en el Parlamento a pesar de su holgazanería y grosería.

- Lucy Steele — Una pariente joven y distante de la señora Jennings, quien ha estado prometida durante algún tiempo secretamente con Edward Ferrars. Asiduamente cultiva la amistad con Elinor Dashwood y con la señora de John Dashwood. Es manipuladora e intrigante.

- Anne/Nancy Steele — Hermana mayor de Lucy Steele.

### La familia Ferrars
- Edward Ferrars — El mayor de los dos hermanos de Fanny Dashwood. Se siente atraído por Elinor Dashwood. Años antes de conocerla, Edward le propuso matrimonio a Lucy Steele, la sobrina de su tutor. El compromiso ha sido mantenido en secreto debido a que esperan que la familia se oponga a este matrimonio.

- Robert Ferrars — El hermano menor de Edward Ferrars y Fanny Dashwood.

- Mrs. Ferrars — Madre de Fanny Dashwood, Edward y Robert Ferrars. Una mujer de mal carácter, vana, que personifica todas las debilidades que demuestran Fanny y Robert. Está decidida a que sus hijos se casen bien, por lo que acaba repudiando a Edward por su compromiso con la oportunista Lucy Steele, pero luego, irónicamente, acaba apoyando a Robert a pesar de que este se casa con Lucy.

### Otros personajes
- Coronel Brandon — Un amigo íntimo de Sir John Middleton. En su juventud, Brandon se enamoró de la pupila de su padre, pero su familia le impidió casarse con ella porque estaba destinada a su hermano mayor. Fue enviado al extranjero para alejarlo de ella, y mientras él estaba fuera, ella sufrió varias desgracias en parte como consecuencia de su matrimonio, y finalmente murió en la miseria, y con una hija natural, de quien se hace cargo el coronel Brandon.

- John Willoughby — Un sobrino de una vecina de los Middleton (Señora Smith), una figura elegante que encanta a Marianne.

- La señorita Grey — Una rica heredera con la que el señor Willoughby se casa después de ser desheredado para mantener su cómodo estilo de vida.

- Lord Morton — El padre de la señorita Morton.

- La señorita Morton — Una mujer rica con quien la señora Ferrars quiere casar a su hijo mayor, Edward.

- El señor Pratt — Un tío de Lucy Steele, tutor del Sr. Edward Ferrars.

## Título de la obra
"Sentido" significa buen juicio, sabiduría o prudencia, y "sensibilidad" significa simpatía o emocionalidad. 
Elinor es la hermana mayor, de 19 años, que representa el sentido (razón) y Marianne, que tiene 17, representa la sensibilidad (emoción). Sin embargo, este punto de vista es muy limitado. El contraste entre los caracteres de las hermanas se resuelve finalmente cuando cada una de ellas encuentra el amor y una felicidad duradera.
Al cambiar el título, Austen añadió "profundidad filosófica" a lo que comenzó como un boceto de dos personajes

## Valoración crítica
Austen escribió el primer borrador de Elinor and Marianne (Elinor y Marianne) (más tarde retitulado Sentido y sensibilidad) hacia 1795, cuando tenía unos 19 años. En su adolescencia había escrito un buen número de relatos cortos; Elinor y Marianne fue su primera novela larga. Puede ser considerada una novela de costumbres, pudiendo describirse mejor como un ensayo sobre la psicología humana.
Aparecen en esta obra, de forma precisa, la vulgaridad y la ambición de la época napoleónica, en que la Ilustración destruye toda estructura de la fe medieval y la ciencia inspirara una nueva forma de filosofía que enfatizaba la búsqueda de los placeres terrenales; asimismo, refleja los momentos iniciales del Romanticismo del siglo XIX, movimiento que se propone revisar los progresos del siglo de las Luces, los efectos de la urbanización, mecanización y racionalismo.
No obstante, la principal característica de la novela es el análisis de las reacciones y reflexiones del alma humana. La trama gira en torno al contraste entre el buen sentido de Elinor y las emociones de Marianne. Las dos hermanas están muy unidas a pesar de su diferente temperamento: la primera es reflexiva y dispuesta a aplicar las normas de la civilización en toda ocasión, la segunda es impulsiva y emocional. Estos dos personajes pudieron basarse vagamente en Jane y Cassandra Austen, con Elinor representando a Cassandra como la hermana reprimida y juiciosa y ella misma como la emocional.  Austen claramente pretende reivindicar el buen sentido y contención de Elinor, y a un nivel simple, la novela puede leerse como una parodia del pleno romanticismo y sensibilidad que estaba de moda en los años 1790.
Aun así, el tratamiento que Austen hace de las dos hermanas es complejo y tiene muchas facetas.  La biógrafa de Austen, Claire Tomalin, argumenta que Sentido y sensibilidad tiene una "debilidad en su tratamiento," que se desarrolla porque Austen, a lo largo de la escritura de la novela, gradualmente fue sintiéndose menos segura sobre si es el buen juicio o la sensibilidad lo que debía triunfar.  Proporciona a Marianne todas las cualidades atractivas: inteligencia, talento musical, franqueza, y la capacidad de amar profundamente.  También le reconoce a Willoughby, a pesar de todos sus defectos, el mérito de continuar amando y, hasta cierto punto, apreciando a Marianne.  Por estas razones, algunos lectores encuentran que el matrimonio de Marianne con el coronel acabe siendo un final poco satisfactorio. El final, sin embargo, une hábilmente los temas del sentido y la sensibilidad al hacer que la hermana juiciosa se case con el hombre que ama después de largos y románticos obstáculos que se interponen en su camino, y la hermana sensible encuentra la felicidad con un hombre al que inicialmente no ama, pero que era una muy juiciosa elección como marido.
Elinor es el verdadero hilo conductor de la novela. Las posibilidades que la época ofrece a las mujeres (en busca de un marido rico y una vida ociosa llena de fiestas y de visitas) chocan con la sinceridad y la fidelidad al corazón de las dos hermanas, que escogen "los peores partidos", movidas por el sentimiento. Jane Austen expone con maestría las sutilezas del juego que se establece entre nobles ambiciosos, insensibles a todos, la clase media ansiosa de ascender en la vida y el matrimonio como medio de ennoblecerse. Nada nos autoriza a sostener, como se ha visto, que es un romance "sobre intrigas domésticas" o sobre "una hermana racional y otra sentimental" (como se ha dicho usando como justificación el título). Por el contrario, es una pregunta siempre relevante: lo que parece útil a corto plazo, ¿a largo plazo valdrá la pena? La ambición, ¿puede garantizar verdaderamente una comodidad y una riqueza mayores? Los "bobos" que se dejan guiar por sus sentimientos, ¿tienen al final mejores resultados, como parece decir la autora? Es necesaria la virtud.
Por lo demás, la obra presenta la cuidada estructura clásica, en la que cada incidente tiene sentido en relación con el conjunto. Se usa la sutil ironía de Austen en su mejor momento, con muchos pasajes cómicos sobresalientes sobre los Middleton, los Palmer, la señora Jennings, y Lucy Steele.

## Adaptaciones al cine, la televisión y el teatro
Sentido y sensibilidad ha tenido varias adaptaciones:
- 1971: Sentido y sensibilidad (serie de televisión de 1971) (Sense and Sensibility (1971 TV serial)), serie de la BBC con Joanna David como Elinor Dashwood y Ciaran Madden como Marianne Dashwood
- 1981: Sentido y sensibilidad (Miniserie de TV) (Sense and Sensibility (1981 TV serial)), serie de la BBC con Irene Richard como Elinor Dashwood y Tracey Childs como Marianne Dashwood
- 1995: Sentido y sensibilidad, película protagonizada por Emma Thompson en el papel de Elinor Dashwood, Kate Winslet como Marianne Dashwood, con Hugh Grant en el papel de Edward Ferrars y Alan Rickman como coronel Brandon; junto a ellos, un plantel de destacados actores ingleses: James Fleet, Tom Wilkinson, Robert Hardy, Greg Wise, Imelda Staunton o Hugh Laurie. Dirigida por Ang Lee, fue una película de gran éxito. La actriz Emma Thompson logró un Óscar por el guion, que se tomaba algunas libertades con la historia de Austen para adecuarse a los intereses de una audiencia moderna.
- 2000: Kandukondain Kandukondain, una película india contemporánea con ambientación en el presente, basada en la misma trama, con la actriz Tabu como Sowmya (Elinor Dashwood), Aishwarya Rai como Meenakshi (Marianne Dashwood), con Ajit como Manohar (Edward Ferrars), Abbas como Srikanth (Willoughby) y Mammootty como Captain Bala (Coronel Brandon).
- 2008: Sentido y sensibilidad (Miniserie de TV) (Sense and Sensibility (2008 TV serial), serie de la BBC con Hattie Morahan como Elinor Dashwood, Charity Wakefield como Marianne Dashwood, Dan Stevens como Edward Ferrars y David Morrissey como el Coronel Brandon.
- 2011: From Prada to Nada (también conocida como:Pobres Divas) una versión cinematográfica para Latinoamérica protagonizada por Camilla Belle y Alexa Vega.
- 2011:Aroma y sensibilidad (TV) (Scents and Sensibility) (TV) Elinor (Ashley Williams) y Marianne Dashwood (Marla Sokoloff) pertenecen a una familia acomodada y siempre han vivido sin ningún problema, pero cuando su padre es detenido por fraude y malversación, ambas deberán buscarse un trabajo para ganar dinero, lo que las ayudará a tomar las riendas de sus vidas. Director: Brian Brough.